# Captain Hollywood Project
Captain Hollywood Project — германский евродэнс-проект, созданный и возглавляемый американским продюсером, вокалистом и танцором Тони Доусоном-Харрисоном.

## История

### Ранние годы: танцор и хореограф
Харрисон, уроженец Нью-Джерси, взял себе псевдоним Captain Hollywood так как, проходя службу в Армии США в Германии, в свободные часы он танцевал перед друзьями-сослуживцами прямо в униформе. Ещё в 80-х он был вовлечён в брейкдансовую волну Европы, появляясь на различных ТВ-шоу, таких как Formel Eins' и став одним из первых американцев-популяризаторов этого направления, а также представляя свою страну на Каннском кинофестивале на премьере культовой ленты «Beat Street».
В период с 1985 по 1987 год Харрисон начинает заниматься собственной музыкой, выпустив три сингла и альбом Do That Thang (под именем Captain Hollywood); он сотрудничает с C. C. Catch, будучи танцором, рэпером и бэк-вокалистом. Как хореограф, он сотрудничает с La Toya Jackson, Kim Wilde, Paula Abdul, Natalie Cole, Kim Sanders, Milli Vanilli и другими.
Поучаствовав в коллективе Twenty 4 Seven, Харрисон начинает работу над сольным проектом.

### The Project, сценография, продюсирование
Проект представлял собой Харрисона (продюсирование, рэп), Нину Герхард (позднее — Петру Шпигаль) (вокал), при поддержке команды DMP. Первый сингл Captain Hollywood Project, «More and More», пробыл на вершине германского чарта в течение трёх недель, покорил Billboard и получил платиновый статус (500 000 проданных копий сингла); помимо этого, он вошёл в Топ-5 Австрии, Бельгии, Голландии, Норвегии, Швеции и Швейцарии и в Топ-20 в США. Дебютный альбом Love Is Not Sex вошёл в Топ-10 Германии и Швейцарии. В поддержку альбома вышли ещё три сингла: «All I Want», «Only With You» и «Impossible», однако их успех был более скромным; лишь «Only With You» смог приблизиться к первому синглу, пройдя в Топ-5 в ряде стран и получив золотой статус на родине (250 000 копий).
В 1994 году выходит новый сингл «Flying High» с грядущего альбома Animals or Human, занявший 18-ю позицию на родине, но вошедший в Топ-5 в Нидерландах, Топ-10 — в Австрии и Швеции, Топ-20 — в Бельгии, Норвегии и Швейцарии. Успех второго сингла, «Find Another Way», был ещё скромнее — на родине он занял 22-ю строчку. Альбом Animals or Human также не получил прежнего внимания — Топ-50 в ряде стран, включая Германию, Швецию и Швейцарию. Альбом 1996 года The Afterparty не имел ярко выраженных хитов.

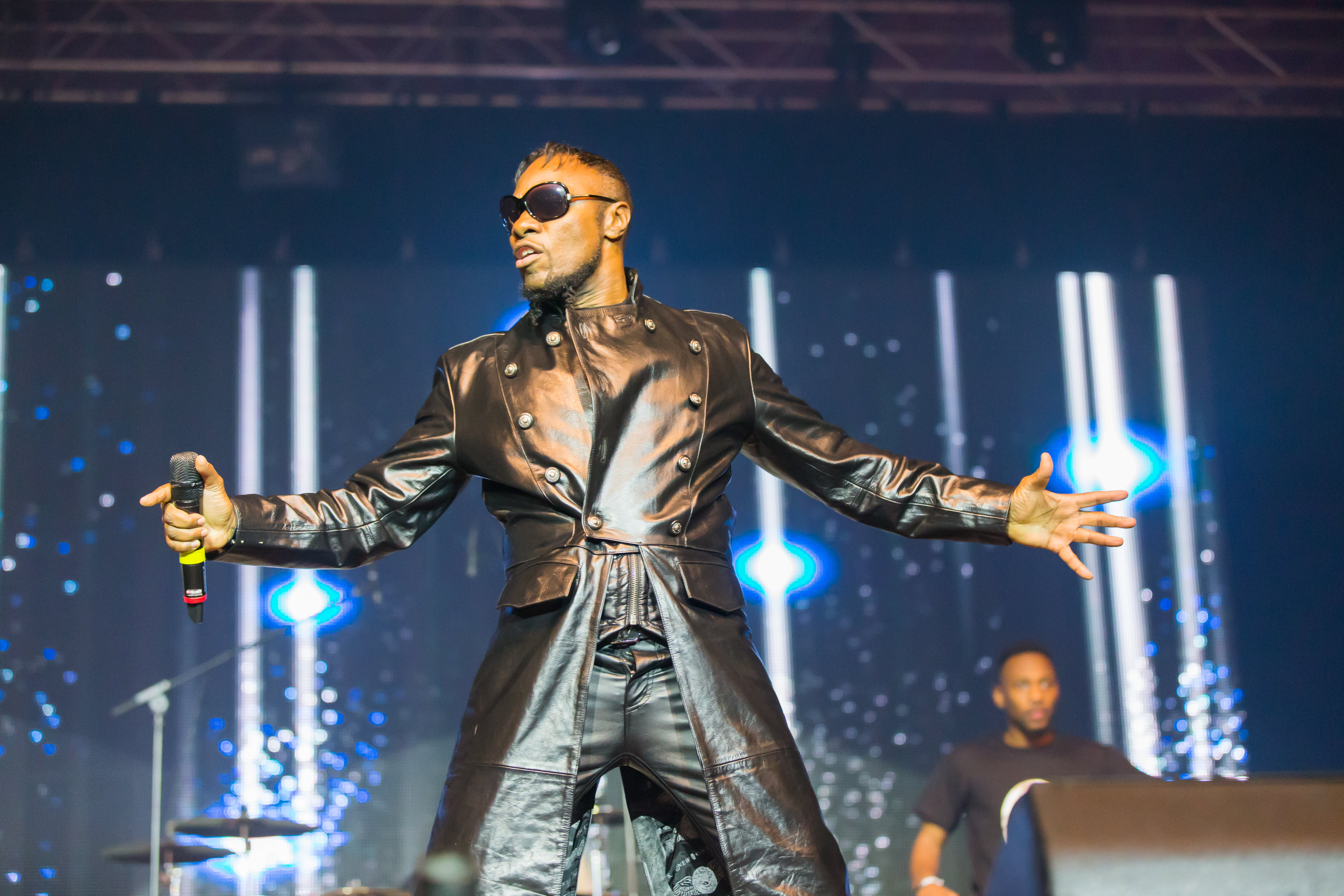
Captain Hollywood. 2014 год

В начале 90-х Харрисон открывает собственную школу танцев «Captain Hollywood Dance Academy», выработав собственный стиль The Crew Lock (смесь локинга и строевых движений). Впоследствии он сотрудничает с коллективами DJ BoBo и Haddaway, занимаясь сценографией и хореографией. К концу 90-х Харрисон продолжил успешно работать в качестве музыкального продюсера. В 2001 году выходит сингл «Danger Sign», выполненный в нетипичном стиле рэпкор, а в 2003 году Харрисон записывает ремейк инструментальной композиции «Axel F», в свою очередь, послужившей основой для известной версии от Crazy Frog 2005 года.
Captain Hollywood Project возвратился на сцену в качестве коллектива поддержки DJ BoBo в его туре «Fantasy». В 2010-е годы Харрисон вместе с новой вокалисткой Shirin Amour дал ряд выступлений в Америке, Европе, России и Австралии

## Дискография
| Студийные альбомы - 1990 — Do That Thang (как Captain Hollywood) - 1993 — Love Is Not Sex - 1995 — Animals or Human - 1996 — The Afterparty (как Captain Hollywood) Сборники - 2009 — Special Edition - 2010 — 20 Years Greatest Hits | Синглы - 1989 — «Shirley» (как Captain Hollywood) - 1989 — «Soul Sister» (как Captain Hollywood) - 1991 — «Rock Me» (как Captain Hollywood) - 1992 — «More and More» - 1993 — «Do That Thang (Remix '93)» (как Captain Hollywood) - 1993 — «Soul Sister (Remix '93)» (как Captain Hollywood) - 1993 — «Only with You» - 1993 — «All I Want» - 1993 — «Impossible» - 1994 — «Rhythm of Life» (как Captain Hollywood) - 1995 — «Flying High» - 1995 — «Find Another Way» - 1995 — «The Way Love Is» - 1996 — «Over & Over» (как Captain Hollywood) - 1996 — «Love & Pain» (как Captain Hollywood) - 1996 — «The Afterparty» (как Captain Hollywood) - 2001 — «Danger Sign» (как Captain Hollywood) - 2003 — «Axel F 2003» (Murphy Brown vs Captain Hollywood) - 2003 — «Flying High 2003» (как Captain Hollywood) - 2008 — «More & More (Recall)» - 2009 — «It Hurts With You» (как Captain Hollywood) |